# 因提夫三世
因提夫三世（Intef III）古埃及古王国时期第十一王朝的国王。作为儿子继承了父王的王位。他保卫了领土，维持了和平。